# Distrito Escolar Independiente de El Campo
El Distrito Escolar Independiente de El Campo (El Campo Independent School District, ECISD) es un distrito escolar de Texas. Tiene su sede en El Campo.
En el enero de 2015 el distrito buscaba por un nuevo superintendente. A partir de abril de 2015 el único finalista era Kelly Waters, el superintendente auxiliar de currículo e instrucción de ECISD, y un miembro de la clase de 1984 de El Campo High School.